# Nam Kivu
Nam Kivu (Sud-Kivu trong tiếng Pháp) là một trong 11 đơn vị hành chính cấp tỉnh của Cộng hòa Dân chủ Congo, giáp biên giới với tỉnh Cibitoke của Burundi và tỉnh Tây của Rwanda. Tỉnh lị của nó là Bukavu.